# Rosacea
Rosacea er en kronisk inflammatorisk hudlidelse lokaliseret i ansigtsregionen, overvejene på kinderne. Sygdommen forekommer hyppigst hos midaldrende og ældre, dog kan sygdommen fremkomme hos personer i alle aldre.
Sygdommens morfologiske kendetegn omfatter erythem, papler, pustler og teleangietasier.